# Амир ад-Дин
Амир ад-Дин (أمير الدين Amīr al-Dīn, ? — 1312) — арабский архитектор при дворе Хубилая, основателя династии Юань (1279—1368) в Китае. Известен как создатель Ханбалыка — совр. Пекина.
Уроженец Арабского Халифата; возможные варианты имени в китайских источниках: Ихэйдеэрдин 亦黑迭儿丁, Ехэйдеэрдин 也黑迭儿丁, Ехэйдеэр 也黑迭儿.
Генеральный план города закончил в 1274, в сотрудничестве с Лю Бинчжуном. Использовал элементы китайской, арабской и тибетской архитектуры.